# 다롄의 역사
다롄의 역사(大連-歷史)는 대련과 요동반도의 역사를 말한다.

## 개관
다롄 지역은 한민족이 지배하던 도시였다. 고구려가 요동반도를 정복하면서 오랫동안 한민족의 지배하에 있던 중국 지역이다.

## 청구 시대
청구 시대(青丘時代)의 다롄은 "청구국(青丘國)"이다.

## 한국 역사
다롄 전체도 고조선의 영토였으나 연나라가 침략해서 가져갔으며 고구려가 한나라로부터 수복하고 700년동안 지배했으나 당나라가 고구려 멸망후 가져갔으며 발해가 당나라로부터 수복해서 200년 넘게 지배했으나 요나라가 침략해서 가져갔다. 1357년 6월부터 1370년 12월까지 고려가 수복했지만 다시 압록강 이남으로 물러났다.

## 일본 역사
청일전쟁에서 승리해서 일본제국이 점령했다
메이지 38년(서기 1905년) 일본은 고지도에서 본 중국어의 지명 "다롄만(大連湾)"에서 딴 "대련"을 도시 이름으로 채택했다. 이것은 러시아 이름 따르니(Dalniy)와 발음이 비슷한 것에도 따른다. 일본 관동주(關東州) 다롄시는 메이지 시대부터 다이쇼 시대와 쇼와 시대까지이다. 

## 중국 역사
- 연나라 한나라 당나라 요나라 금나라 명나라,청나라,중화민국,중화인민공화국 영토
- 2011년 8월 14일, 다롄 자일렌 사건이 발생했다.
- 2016년 6월 14일, 다롄 택시 사건이 발생했다.
- 2016년 8월 5일, 다롄 화표 사건이 발생했다.

## 몽골의 역사
몽골제국 영토였다.

## 러시아 역사
1945년 대련시는 소련이 점령했었다.